# Conel Hugh O'Donel Alexander
Conel Hugh O'Donel Alexander (Cork, 19 de abril de 1909 – Londres, 15 de febrero de 1974) fue un criptoanalista británico, jugador y escritor de ajedrez. Fue conocido como C. H. O'D. Alexander en prensa y como Hugh en persona. Trabajó en la Máquina Enigma en Bletchley Park durante la Segunda Guerra Mundial y fue después el director de la división de criptoanálisis en la Sede Central de Comunicaciones del Gobierno durante más de 20 años. En ajedrez, fue dos veces campeón británico de ajedrez y consiguió el título de Maestro Internacional. Fue caballero gran cruz de la Orden de San Miguel y San Jorge y comendador de la Orden del Imperio Británico.

## Trayectoria
Fue el hijo mayor de Conel William Long Alexander, un profesor de Ingeniería de la Universidad College Cork, y de Hilda Barbara Bennett. Su padre murió en 1920 y la familia se mudó a Birmingham en Inglaterra donde fue a la King Edward's School. Consiguió una beca para estudiar matemáticas en el King's College de la Universidad de Cambridge en 1928, y se graduó primero de su promoción en 1931.
Desde 1932, enseñó matemáticas en Winchester y se casó con Enid Constance Crichton el 22 de diciembre de 1934. En 1938, dejó la enseñanza y se convirtió en jefe de investigación en el John Lewis Partnership.
En febrero de 1940, llegó a Bletchley Park, el centro de descifrado británico durante la Segunda Guerra Mundial. Se unió al Hut 6, la sección encargada de decodificar los mensajes de la Marina y las Fuerzas Aéreas alemanas mediante la Máquina Enigma. 
En 1941, se trasladó al Hut 8, el trabajo equivalente de cifrado de mensajes desde el lado británico. Se convirtió en subdirector del Hut 8 por debajo de Alan Turing. Estuvo más involucrado con las operaciones día a día del hut que Turing y cuando este visitó Estados Unidos, se convirtió en director del Hut 8 en torno a noviembre de 1942.
En octubre de 1944, fue trasladado para trabajar en el código japonés JN-25. A mediados de 1946, se unió al GCHQ, que fue la organización sucesora de posguerra a la Escuela Gubernamental de Cifrado y Codificación (GCCS) en Bletchley Park. En 1949, había sido promocionado a director de la Sección H (criptoanálisis), donde trabajó hasta su jubilación en 1971.

## Carrera ajedrecística
- Representó a la Universidad de Cambridge en los matches de ajedrez de Varsity de 1929, 1930, 1931 y 1932 (en el King's College).
- Ganó el Campeonato de Gran Bretaña de ajedrez en 1938 y 1956.
- Representó a Inglaterra en la Olimpiada de ajedrez seis veces: 1933, 1935, 1937, 1939, 1954 y 1958.
- Fue capitán no jugador de Inglaterra entre 1964 y 1970.
- Recibió el título de Maestro Internacional en 1950.
- Recibió el título de Maestro Internacional de ajedrez postal en 1970.
- Mejor resultado en torneo: primero empatado con David Bronstein) en el Torneo Internacional de Hastings 1953/54, derrotando al Gran Maestro soviético David Bronstein y a Alexander Tolush en partidas individuales.
- Columnista de ajedrez, The Sunday Times, años 1960 y años 1970.

## Libros
- Conel Hugh O'Donel Alexander (1972). Fischer v. Spassky. Vintage. ISBN 0-394-71830-5.
- Conel Hugh O'Donel Alexander (1972). Fischer v. Spassky - Reikiavik 1972. Penguin. ISBN 978-0-140-03573-7.
- Conel Hugh O'Donel Alexander (1973). El libro penguin de posiciones de ajedrez. Penguin. ISBN 978-0-14-046199-2.
- Conel Hugh O'Donel Alexander, Derek Birdsall (Editor) (1973). Un libro de ajedrez. Hutchinson. ISBN 978-0-09-117480-4.
- Conel Hugh O'Donel Alexander (1974). Alexander en el ajedrez. Pittman. ISBN 978-0-273-00315-1.